# Spulerina aphanosema
Spulerina aphanosema là một loài bướm đêm thuộc họ Gracillariidae. Nó được tìm thấy ở Zimbabwe.